# Kiribati ai Giochi olimpici
Le Kiribati hanno partecipato ai Giochi olimpici estivi a partire da Atene 2004, senza mai conquistare medaglie.
Nessun atleta delle Kiribati ha mai preso parte ad un'edizione dei Giochi olimpici invernali.

## Medagliere
| Giochi              | Oro | Argento | Bronzo | Totale |
| ------------------- | --- | ------- | ------ | ------ |
| Atene 2004          | 0   | 0       | 0      | 0      |
| Pechino 2008        | 0   | 0       | 0      | 0      |
| Londra 2012         | 0   | 0       | 0      | 0      |
| Rio de Janeiro 2016 | 0   | 0       | 0      | 0      |
| Tokyo 2020          | 0   | 0       | 0      | 0      |
| Parigi 2024         | 0   | 0       | 0      | 0      |
| Totale              | 0   | 0       | 0      | 0      |